# Коттункулы
Коттункулы (лат. Cottunculus) — род морских лучепёрых рыб из семейства психролютовых. Встречаются в водах Атлантического, Тихого и Северного Ледовитого океанов. Донные рыбы. Максимальная длина тела от 4,5 (Cottunculus spinosus) до 43 см (Cottunculus thomsonii). Безвредны для человека, не имеют хозяйственного значения.

## Классификация
На июнь 2021 года в род включают 8 видов:
- Cottunculus granulosus Karrer, 1968
- Cottunculus konstantinovi Myagkov, 1991
- Cottunculus microps Collett, 1875 — Малоглазый коттункул[1]
- Cottunculus nudus J. S. Nelson, 1989
- Cottunculus sadko Essipov, 1937
- Cottunculus spinosus Gilchrist, 1906 — Колючий коттункул[1]
- Cottunculus thomsonii (Günther, 1882) — Коттункул Томпсона[1]
- Cottunculus tubulosus Byrkjedal & Orlov, 2007

Некоторые авторы предлагают считать  C. konstantinovi и C. sadko синонимами Cottunculus microps.